# Diksmuide
Diksmuide (Frans: Dixmude, volksmond: Smude) is een stad in de Belgische provincie West-Vlaanderen en telt ruim 17.000 inwoners. De stad ligt gedeeltelijk in de Westhoek, aan de IJzer en de Handzamevaart. Samen met de steden Veurne, Ieper en Poperinge is de stad een regionaal en verzorgend centrum voor de regio Westhoek. 

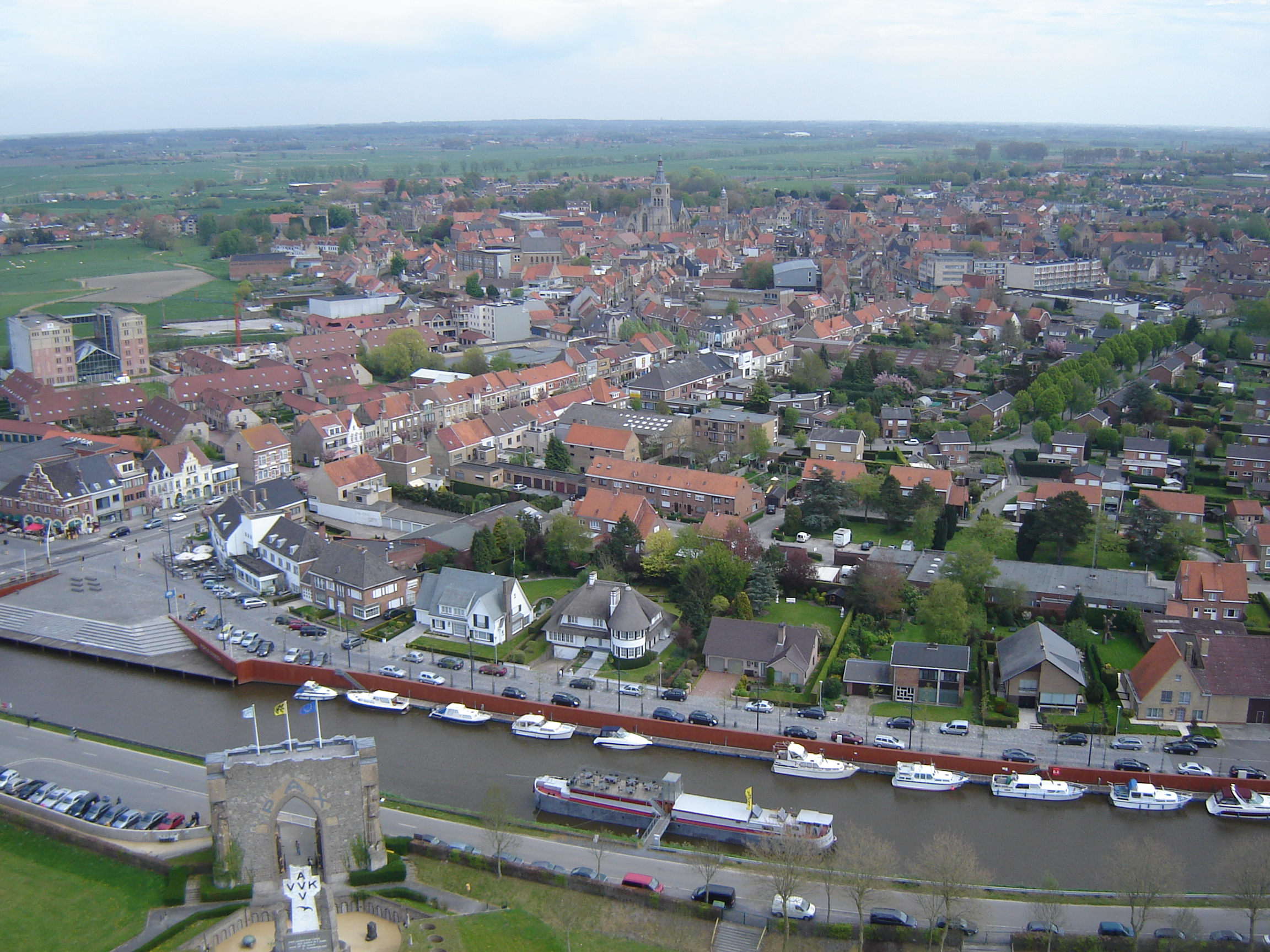
Zicht op het stadscentrum van Diksmuide vanuit de IJzertoren in Kaaskerke

De fusiegemeente Diksmuide bestaat sinds 1977 uit 15 deelgemeentes. Naast Diksmuide zelf zijn dit nog de deelgemeenten Beerst, Esen, Kaaskerke, Keiem, Lampernisse, Leke, Nieuwkapelle, Oostkerke, Oudekapelle, Pervijze, Sint-Jacobskapelle, Stuivekenskerke, Vladslo en Woumen. Diksmuide is daarmee in West-Vlaanderen de gemeente met de grootste oppervlakte. In 2022 werd de kaap van 17.000 inwoners overschreden. De helft van de inwoners woont in Diksmuide, Esen en Kaaskerke, die de bebouwde kern vormt van de fusiegemeente. De overige helft woont verspreid in de andere deelgemeenten. 
De gemeente heeft een overwegend agrarisch karakter en biedt op dat vlak veel werkgelegenheid, waarbij Diksmuide een centrumfunctie vervult in dienstverlening en nijverheid. Niet enkel voor de deelgemeenten, maar ook voor andere landelijke gemeenten in de Westhoek oefent Diksmuide als centrumstad een zekere invloed uit.
Diksmuide staat bekend als de Boterstad, wat verwijst naar de bloeiende zuivelhandel, die eeuwenlang een van de belangrijkste welvaartspijlers van de stad was. De stad is echter het bekendst vanwege de Eerste Wereldoorlog, waarbij ze het hard te verduren had aan het IJzerfront.
Een inwoner van Diksmuide wordt een 'Diksmuideling' of 'Diksmuidenaar' genoemd.

## Toponymie
Het woorddeel -muide duidt typisch op de plaats waar een rivier uitmondt in de zee (vergelijk Muiden, IJmuiden, Arnemuiden, Sint Anna ter Muiden en IJsselmuiden); de uitmonding van een rivier op een andere rivier heet -monde (bijvoorbeeld Dendermonde, IJsselmonde). Diksmuide vormt een kennelijke uitzondering. Deze plaats ligt op de grens van de kustpolders en de zandleemstreek en ontstond daar tijdens de 9de eeuw op de monding van de Handzamevaart of Krekebeek in de IJzer, die zelf wel in zee uitmondt. Dicasmutha betekent dan ook 'Dijk aan de monding'.

## Geschiedenis

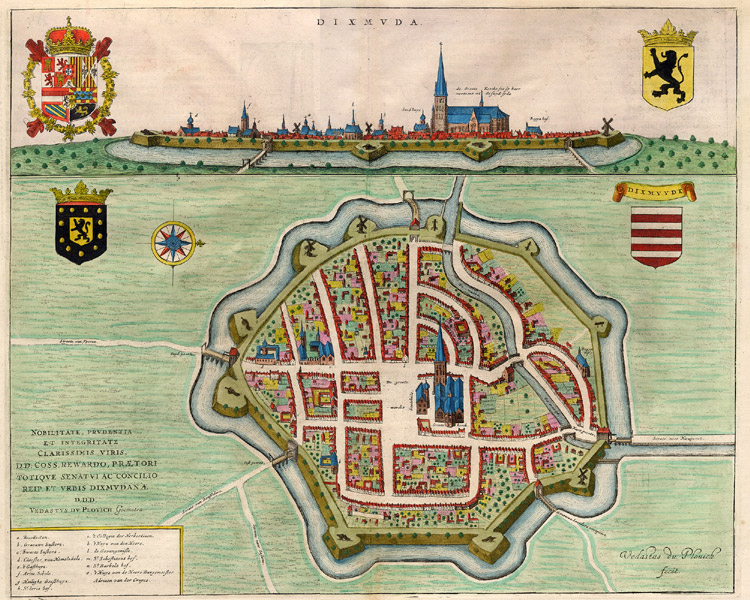
Diksmuide in 1649 door J. Blaeu

### Ancien régime
- Diksmuide ligt op de grens van Zandlemig Vlaanderen, en vermoedelijk was er al bewoning sedert de vroegromeinse tijd. Einde 9e eeuw werd hier mogelijk een ronde burcht tegen de Vikingen opgericht. Halfcirkelvormige structuren die onder meer de Wilgendijk omvatten, zouden daar een aanwijzing voor zijn.
- In de eerste helft van de 11e eeuw werd de kustvlakte overstroomd, waarna Diksmuide zich ontwikkelde aan de hogere rand van dit gebied en in 1089 werd de eerste betrouwbare vermelding van Diksmuide gemaakt. Er werd gewag gemaakt van een kapel van Dicasmutha die afhankelijk was van de parochie van Esen. In de 11e eeuw vestigden de heren van Esen zich als burggraaf te Diksmuide.
- Diksmuide had in de 10e en 11e eeuw een zeehaven, omdat de IJzer nog een zeearm was. Door inpoldering en verzanding zou uiteindelijk ook de haven verdwijnen. Door de lakennijverheid bleef Diksmuide van belang. Al vóór 1163 kreeg Diksmuide stadsrechten. Er werd mogelijk ook een mottekasteel opgericht. In 1144 werd Diksmuide een zelfstandige parochie die zich afsplitste van Esen.
- Tijdens de 12e en 13e eeuw kende de Diksmuidse lakenhandel een ongeëvenaarde bloei. Genua, Marseille, de Spaanse havens en de jaarmarkten van Champagne kenden het Diksmuidse laken. Het jaarmarktreglement van Nowgorod (1327) voorzag in hoge boetes voor wie het waagde laken van Diksmuide, Ieper of Langemark te falsifiëren. De voornaamste handelspartner was Engeland. Diksmuide bekleedde in de Vlaamse Hanze van Londen de derde belangrijke plaats na Ieper en Brugge. Vanaf de 14e eeuw begon de gestage achteruitgang van de lakenhandel. De stad legde zich naderhand toe op haar kaas- en boterhandel.
- In de 13e eeuw werd de Sint-Niklaaskerk uitgebreid en van 1270-1299 werd de stad van een aarden omwalling met gracht voorzien. Er waren vier stadspoorten. Waar IJzer en Handzamevaart tezamen kwamen werd een versterkt kasteel gebouwd. In de loop van de 14e eeuw werd de aarden omwalling geleidelijk door een stenen ommuring vervangen, die in 1359 gereed kwam. Deze omvatte nu ook het begijnhof dat binnen de stadsommuring kwam te liggen.
- De stad en het Burggraafschap Diksmuide was in handen van de volgende families (12e eeuw-18e eeuw): van Beveren, van der Beerst, Alaerts, van Haveskerke, de Sacquespée, de Despence, van den Bergh (Huis Bergh) en Hohenzollern-Sigmaringen.
- Oorlogshandelingen gingen aan de stad niet voorbij. In 1299 werd Diksmuide ingenomen door de Franse troepen van Filips de Schone. Uiteindelijk werd in 1305 het Verdrag van Athis-sur-Orge gesloten dat vrede inhield maar zware verplichtingen aan boeren en middenstanders oplegde. Dit leidde uiteindelijk tot de opstand van Nicolaas Zannekin (1323-1328), die uiteindelijk verslagen werd in de Slag bij Kassel. Gedurende de 17e eeuw werd Diksmuide herhaalde malen belegerd of ingenomen: 1659, 1683, 1689 en 1708. Om de stad strategisch beter te flankeren werd ca. 1662 het Fort Knokke opgericht.
- Van 1404-1415 waren het de Engelsen die de streek bedreigden en er werd gewerkt aan een uitbreiding van de stadsmuren. De stad telde nu zes poorten: Oostpoorte, Westpoorte, Noordpoorte, Zuidpoorte, IJzerhekke poortje en Grauwe Broedersvoetpoorte . Ook vestigden er zich kloosters: Alexianen en Grauwzusters (1432) en Minderbroeders of Grauwbroeders (1453), die het klooster Onze-Lieve-Vrouw-ter-Engelen oprichtten. In 1479 kwamen ook de Zwarte Zusters naar Diksmuide, onder meer om pestlijders te verzorgen.
- Andere religieuze instellingen zijn het Kapittel van Pitanciërs van de Sint-Niklaaskerk, het Begijnhof, de Abdij van Hemelsdale en de gemeenschappen van de Predikheren en de Priorij. Onder stadstoezicht rekenen we de caritatieve instellingen: het Sint-Janshospitaal, de Armenschool, de leprozerie het Godshuys der Magdalenen en het Weeshuis van den Grooten en den Kleinen Heiligen Geest.
- Diksmuide had de volgende schuttersgilden: de  handbooggilde van Sint-Sebastiaan en de Busseniers. Daarnaast was ook de rederijkerskamer Scerpduere onder 't Heilch Cruus actief.
- Vanaf 1538 werd melding gemaakt van het Sint-Janshospitaal dat in 1870 door nieuwbouw werd vervangen, werd verwoest tijdens de Eerste Wereldoorlog, daarna herbouwd en in 1970 gesloopt. De beeldenstorm woedde in 1566, maar de kerkschatten konden in veiligheid worden gebracht. Na de herovering van het gebied door Alexander Farnese werd omstreeks 1590 een antipenetratielinie aangelegd om indringers vanuit het (toen Calvinistische) Oostende te weren. Ter hoogte van de huidige brug over de IJzer naar Kaaskerke werd een fort gebouwd, het Fort Ter Hoogebrugge.
- 1608: het Burggraafschap en de stad Diksmuide komt door aankoop in handen van graaf en militair Frederik van den Bergh (1559-1618), edelman van het Huis Bergh in 's Heerenbergh (Nederland).
- Vanaf 1647 is er strijd tussen Franse en Spaansgezinde troepen, waarbij Diksmuide enkele malen van eigenaar wisselt. Krachtens de Vrede van Rijswijk (1697) kwam Diksmuide uiteindelijk weer bij de Spaanse Nederlanden.
- Van 1711 tot 1714 schuiven de Fransen Maximiliaan II Emanuel van Beieren naar voren als soevereine vorst van de Zuidelijke Nederlanden. Maar vermits het grootste deel daarvan in handen was van de Grote Alliantie, bleef zijn gezag in Vlaanderen beperkt tot Diksmuide en Nieuwpoort.[3]
- In 1784 wordt het nieuwe kerkhof langs de Woumenweg aangelegd. In 1856 zal het kerkhof merkelijk vergroot worden.
- Door de wet van 6 november 1796 worden de religieuze gebouwen (o.m. deze van de Recollecten, Zwarte Zusters, Grauwe Zusters en Begijnen) nationaal goed en nadien verkocht. Een gedeelte van het begijnhof wordt gebruikt voor militaire doeleinden. Ook het burggraafschap wordt opgeheven.

### 19e eeuw
- 1822: vestiging van de Zwartzusters van Diksmuide op de Appelmarkt (huidige Vismarkt).
- 1830: vestiging van de Zuster van Maria Presentatie in Diksmuide, waarna zij in 1856 werden opgevolgd door de Zusters van Sint-Niklaas uit Kortrijk.
- 1835: vestiging van de congregatie Zusters van Deftinge of de Paulinnen in het St.-Janshospitaal.
- 1836: oprichting van de suikerfabriek of de 'Société Anonyme Sucrerie de Dixmude' aan de Hoge Brug.
- 1836: oprichting Handboogmaatschappij Willem Tell.
- 1839: door de heroprichting van het Bisdom Brugge (1834) wordt de dekenij Diksmuide opgericht.
- 1842: bouw van het Zwartzusterskerkje op de Appelmarkt (huidige Vismarkt).
- 1844: Pieter Bortier laat op de gronden van het voormalige klooster van de Grauwe Zusters een 'openbare' tuin of park aanleggen. In de volksmond de 'Botanieken Hof' of het 'Park Bortier' genoemd.
- 1844: onder impuls van burgemeester Pierre De Breyne de bouw van de gemeentelijke jongensschool aan het Schoolplein.
- 1845: 24 juli - opening van park Bortier en inhuldiging van de borstbeelden van Thomas Montanus en Karel Van Poucke van de hand van Pieter De Vigne.
- 1845: eerste uitgave van de Liberale krant Weekblad van Dixmude.
- 1846: eerste uitgave van de Katholieke krant 't Boterkuipje.
- 1851: oprichting van een academie van teken- en bouwkunde.
- 1855: aanleg spoorlijn 73 Lichtervelde-Veurne-De Panne.
- 1856: de oostelijke stadsvestingen worden gedempt voor de aanleg van de spoorwegbedding van de spoorlijn nr. 73 Lichtervelde-Diksmuide-Veurne.
- 1856: stichting van het klooster van de zusters van St.-Niklaas (Kortrijk) in de De Breyne-Peellaertstraat.
- 1858: 11 mei - opening spoorlijn nr. 73 Lichtervelde-Diksmuide-Veurne + inhuldiging van het spoorwegstation + aanleg Stationsstraat.
- 1864: 11 oktober - brengt de Franse schrijver Victor Hugo een kort bezoek aan de Stad Diksmuide. Hij maakt een kort verslag over zijn bezoek aan de St.-Niklaaskerk.
- 1868: bouw van de gemeentelijke meisjesschool aan het Schoolplein.
- 1868: stichting van College Saint-Louis.
- 1868: opening spoorlijn nr. 72 Diksmuide-Nieuwpoort.
- 1871: kerk der paters Recolletten wordt stadshalle.
- 1875: september instorting van de Alleyebrug over de Handzamevaart.
- 1875: afbraak stadhuis (1567) en bouw van het nieuwe neogotische stadhuis naar ontwerp van architect Louis Delacenserie.
- 1878: 21 mei - oprichting van de naamloze vennootschap 'Suikerfabriek van Dixmude'.
- 1879: Pieter Bortier schenkt de tuin of het 'Park Bortier' ingericht op de gronden van de Grauwe Zusters aan de stad (testament bevestigd bij K.B. van 12.10.1881).
- 1880: inhuldiging van het nieuwe neogotische stadhuis.
- 1880: inrichting van een rijkswachtbrigade in Diksmuide.
- 1884: 7 april - overlijden van dichteres Maria Doolaeghe.
- 1891: de suikerfabriek wordt omgevormd naar stoommaalderij en -olieslagerij 'Les Moulins de Dixmude' of de 'Bloemmolens van Dixmude'.

### 20e eeuw
- 1904: vestiging van de Zusters Karmelitessen.
- 1906: 25 september : ingebruikname van de tramlijn Diksmuide-Ieper-Poperinge nr. 357.
- 1907: 26 juni : ingebruikname van de tramlijn Diksmuide-Oostende nr. 351.
- 1907: 28 september - inhuldiging van de tramlijn Diksmuide-Oostende nr. 351 en tramlijn Diksmuide-Poperinge nr. 357.
- 1910: vestiging van de Minderbroeders en de Broeders van Liefde (onderwijs).
- 1911 : 01 oktober - ingebruikname van de tramlijn Diksmuide-Woumen-Staden.
- 1914: oktober - oprichting van het 'Dixmuids Vluchtelingencomiteit' in De Panne.
- 1914: 10 november - inname van de stad Diksmuide door het Duitse leger.
- 1914: kunsttentoonstelling in Londen door het 'English Committee for the City of Dixmude'.
- 1918: 29 september - bevrijding van de stad Diksmuide.
- 1919: bezoeken aan de puinen van de stad: kardinaal Désiré Mercier (februari), Winston Churchill (maart) en Amerikaans president Woodrow Wilson (juni).
- 1920: 28 januari - Diksmuide ontvangt het Franse Oorlogskruis uit handen van de Franse President Raymond Poincaré.
- 1921: bezoek van de Japanse kroonprins Hirohito aan Diksmuide.
- 1922: ontvangst van het Italiaanse oorlogskruis Città Heroïca aan de Stad Diksmuide.
- 1923: inhuldiging van het nieuw opgebouwde stadhuis.
- 1924: augustus - opstart van de eerste diamantslijperij in Diksmuide.
- 1925: 13 september - inhuldiging van het nieuwe stadhuis naar ontwerp van architect Valentin Vaerwyck.
- 1926: inhuldiging van het nieuwe stadspark op de Oostvesten.
- 1928: 23 september - inhuldiging van de Calvarieberg op de IJzerdijk (Kaaskerke).
- 1929: 17 december - oprichting vzw Steun aan België - in 1930 start van de bouw Stichting van Wezel.
- 1930: 24 augustus - inhuldiging IJzertoren in Kaaskerke.
- 1930: 7 september - inhuldiging van het standbeeld van generaal Jacques de Dixmude op de Grote Markt.
- 1937: oprichting van een diamantschool in Diksmuide.
- 1938: de Zwartzusters van Diksmuide openen op 9 februari hun de materniteit Sint-Andries of Moederhuis van Diksmuide. Deze werd gesloten op 31 december 1974.
- 1937: oprichting van de rijksmiddelbare school voor jongens en meisjes.
- 1940: 27 mei - Duits luchtbombardementen op de stad Diksmuide.
- 1940: 28 mei - De Hoge Brug wordt opgeblazen door Britse soldaten om de Duitse doorgang te verhinderen.
- 1944: 4 september - reddingsactie en bevrijding Jodentrein in het station van Diksmuide.
- 1944: 6 en 7 september - bevrijding van de stad Diksmuide door de Canadese tankdivisie 12th Manitoba Dragoons.
- 1946: oprichting van de rijkslandbouwschool.
- 1949: eerstesteenlegging voor de Rijksmiddelbare School - later Koninklijk Atheneum.
- 1951: 18 maart - afschaffing van de tramlijnen Diksmuide-Oostende en Diksmuide-Leke-Brugge.
- 1951: 15 juli - afschaffing van de tramlijnen Diksmuide-Roeselare.
- 1952: stopzetting van het personenvervoer op de spoorlijn 72 Diksmuide-Nieuwpoort.
- 1953: 27 juni - afschaffing van de tramlijn Diksmuide-Oostvleteren.
- 1956: 15 december - inhuldiging van de nieuwe en huidige Hoge Brug over de IJzer ter vervanging van de houten ophaalbrug.
- 1956: aanleg eerste industrieterrein.
- 1959: opening van het Vrij Technisch Instituut Diksmuide in de gebouwen van de voormalige gemeenteschool.
- 1968: uitbouw van de eerste Polikliniek door de Zwartzusters. De nieuwe Polikliniek werd ingewijd op 9 juni 1975.
- 1965: eerste fusie van de stad Diksmuide met Kaaskerke en Esen.
- 1976: tweede fusie van de stad Diksmuide met de omliggende gemeenten.
- 1978: inhuldiging van het standbeeldje 't Manneke uit de Mane op de Grote Markt.

### Eerste Wereldoorlog
Van 16 oktober tot 10 november 1914 vond de Slag om Diksmuide plaats, waarbij de stad werd beschoten. Nadat de stad op 10 november in Duitse handen was gevallen volgden Franse en Duitse beschietingen, waarbij de stad volledig werd verwoest. In 1891 werden de Bloemmolens aan de IJzer opgericht, een meelfabriek. Deze werd in 1914 door de Duitsers tot een vesting uitgebouwd die slechts een twintigtal meter van de loopgraven was verwijderd. De gevluchte Diksmuidelingen richten in oktober 1914 een 'Diksmuids vluchtelingencomiteit' op in De Panne. Op 29 september 1918 werd Diksmuide bevrijd.

### Wederopbouw
Bij het zien van de enorme ravage na de Eerste Wereldoorlog schrijft de pers begin 1919 dat Diksmuide niet op haar originele plaats kan herbouwd worden. De oorlog heeft geen vierkante meter van de stad gespaard. Voornemens om de stad naast de ruïnes op te trekken, blijken voorbarig, aangezien meer en meer teruggekeerden hun intrek nemen aan de rand van het centrum. De woningnood in de eerste maanden, zelfs jaren, is hoog, maar de overheid is amper voorbereid. De voorzieningen voor de eerste bewoners lopen vertraging op. De infrastructuur in de barakkenwijken laat te wensen over. Wegen zijn vaak niet meer dan modderpoelen, er is nauwelijks verlichting en er is een nijpend gebrek aan drinkwater, riolering en sanitair. Mensen behelpen noodgedwongen zichzelf. Ze nemen hun intrek in leegstaande Duitse bunkers of timmeren een rudimentair huisje samen met wat voor handen is. Uit onmacht verleent de overheid een toelage van bouwmaterialen - ter waarde van 3.000 fr. - waarmee ze zelf een voorlopige woning kunnen bouwen. Dergelijke noodwoningen, verrijzen overal in de Westhoek. In de volksmond staan ze bekend als ‘drieduusters’. Verschillende hulpcomités verlichten het lijden. Het Amerikaans Commission for Relief in Belgium richt in de zomer van 1919 een filiaal op in Diksmuide, waar de teruggekeerden huisraad, eten, kleren, schoenen, enz. kunnen kopen aan goedkope prijzen.
Het stadsbestuur staat voor een kolossale, zij het, onmogelijke taak. Zoals veel verwoeste gemeenten en steden kan Diksmuide de last van de wederopbouw niet alleen dragen. De financiën van de stad zijn ontoereikend en Diksmuide laat zich ‘adopteren’ door de Belgische staat, die instaat voor het herstel van het openbaar domein. Krijgsgevangenen worden ingeschakeld om het puin te ruimen. Later wordt hun werk overgenomen door arbeiders. Eens de meeste wegen terug vrijgemaakt zijn, wordt in maart 1919 gestart met het grondig ruimen en afbreken van de Duitse stellingen. Niet minder dan 20.000 m³ beton wordt in de stad opgebroken, 195.000 m² aarde wordt verplaatst om de grond te effenen. De hoeveelheid verzameld ijzer en schroot bedraagt maar liefst 3000 ton aan granaten en shrapnel. Het puin van het slagveld en de opruimingswerken leveren maar liefst 16 miljoen stenen, 35.000 m³ steengruis, 3.000 ton ijzerwerk en 6000 m³ brandhout op, die gerecupereerd worden voor de heropbouw van de stad. De verwoesting van Diksmuide is zo danig uitvoerig dat het ruimen van puin met het afbreken van de betonnen observatietorens pas in 1922 kan worden beëindigd.
Architect Jozef Viérin wordt aangesteld om een algemeen plan van aanleg op te stellen. Zijn stadsplan is op kleine aanpassingen na, zoals het verbreden van wegen voor het toekomstige verkeer - geënt op het vooroorlogse stratenpatroon. De keuze voor Viérin bepaalt nog steeds het huidige uitzicht van Diksmuide. Hij overziet het stilistisch geheel en geeft richtlijnen aan andere architecten actief in de stad. Niets komt zonder zijn fiat. Viérin kiest resoluut voor een historiserende wederopbouw. Hij hanteert de neo-Vlaamse renaissancestijl. Zijn keuze is niet louter esthetisch, maar tevens ideologisch. Door terug te grijpen naar de bouwtraditie van de vijftiende en zestiende eeuw wil hij een ideaal beeld van Vlaanderens ‘Gouden’ periode ophangen. De historiserende baksteenarchitectuur met laatgotische en renaissance-elementen gaat in de Westhoek gepaard met het gebruik van trapgevels, rondbogen, indrukwekkende daken en de typische regionale gele baksteen.
Begin 1920 schieten de huizen al uit de grond. Diksmuide barst letterlijk uit haar voegen. Er is te weinig plaats in de vernielde stad om alle nieuwbouwprojecten te kunnen realiseren. De stad wordt hierop uitgebreid. Zo ziet Esen 100 hectare grondgebied verdwijnen ten voordele van Diksmuide, waardoor deze laatste haar grondgebied zo goed als verdubbelt. Op dit nieuw stuk grondgebied zou een van de vele tuinwijken uit de regio, De Pluimen, opgericht worden. Ook het stadspark wordt opgedeeld in percelen, om in nieuwe bouwgrond te voorzien. Terwijl het gros van de particuliere bouwwerken na enkele jaren reeds voltooid zijn, laat de heropbouw van het openbaar domein op zich wachten. Het zou duren tot 1923 vooraleer grote nieuwe publieke bouwwerven te Diksmuide verschijnen.

### Tweede Wereldoorlog
Tijdens de Tweede Wereldoorlog werd Diksmuide op 27 mei 1940 opnieuw gebombardeerd door de Duitsers. Om 7.30 viel de eerste splinterbom die op en rond de Grote Markt en de Kiekenstraat voor heel wat schade zorgde. De tweede lading bommen die door de Duitse Stuka's werd gedropt, zorgde eveneens voor heel wat materiële schade, maar ditmaal ook voor menselijke verliezen. De laatste aanval gebeurde rond 10.30 uur. Diksmuide verloor bij deze aanval dertien burgers. De stadsschool was een van de acht openbare gebouwen die samen met de St.-Niklaaskerk, de dekenij, de achterzijde van het stadhuis en de gebouwen van de Maatschappij der Buurtspoorwegen en de Regie van Bruggen en Wegen (Kleine Dijk) zwaar werden beschadigd tijdens het bombardement. In volgende straten werden private woningen met de grond gelijkgemaakt: De Breyne Peellaertstraat, Kiekenstraat, Gen. Baron Jacquesstraat, Wilgendijk, Pastorijstraat, Grote Dijk, IJzerlaan, Molenstraat, Stationsstraat en de Laura Frederiquelaan. De uiteindelijke schadebalans werd vastgesteld op 118 vernielde woningen en 12 zwaar beschadigde woningen.
Gevechten vonden plaats op 28 en 29 mei, de verdediging van de stad wordt verzorgd door de Franse 241e RI (de stad) en de 270e RI (Pervijze sector) versterkt door een Engelse gemotoriseerde eenheid. De geallieerden blazen de bruggen en sluizen van Diksmuide op naar Nieuwpoort.

### Jodentrein (1944)
Enkele dagen voor de bevrijding (4 september 1944) stopte er een goederentrein uit Boulogne in het station Diksmuide. In de trein zaten onder meer 300 dwangarbeiders, grotendeels Franse en Belgische Joden, die naar een concentratiekamp werden gevoerd. Door sabotage van de spoorwegen bleef de trein echter in Diksmuide staan. Het nieuws verspreidde snel over de plaats en honderden inwoners trokken naar het station met drank en eten. De bewakers verloren hun greep op de situatie. Ze stonden de gevangenen toe om zich te verluchten en wat te eten. Daarna zou de reis te voet worden verdergezet. Al snel verdwenen de gevangenen een voor een in de huizen van de Diksmuidelingen en ontsnapten zo aan verder onheil.

## Geografie

### Ligging
Het stadscentrum van Diksmuide ligt centraal langs de IJzer en is de omvangrijkste kern in de gemeente. De andere dorpen liggen verspreid op het grote grondgebied. De grotere dorpen bestaan uit een kern langs de grootste invalswegen, met daarbij nog lintbebouwing. De kleinere dorpjes liggen midden in de velden en hebben weinig verbindingswegen. Tussen de dorpen in liggen dan nog hoeves verspreid over het vlakke landschap. De gemeente Diksmuide ligt landschappelijk op een overgang van De Polders in het westen, en het Houtland in het oosten.
De Polders zijn een laag, uitgestrekt en op vlak gebied. Men treft er veengronden aan, laag gelegen vochtiger kleigronden en hogere gelegen droge, zanderige kreekruggen. De vallei van de rivier de IJzer ligt het laagst en zorgt dat de Polders hier iets verder in het binnenland doordringen. Daarnaast liggen in het landschap veel grachten voor de drainage van de grond. Deze laag gelegen polders overstroomden vroeger vaak, deze toestand is in het natuurgebied De Blankaart in Woumen nog enigszins bewaard. Omstreeks de 11e eeuw werd een zeedijk vanaf Oostduinkerke via Driekapellen gebouwd, getuige daarvan is de straat met naam Oude Zeedijk die door de polders loopt. Deze dijk zorgde dat het oostelijke gebied beschermd werd tegen overstromingen, dit werden de Oudlandpolders. Het niet-beschermde gebied, de Middellandpolders overstroomden nogmaals, zodat er recentere kleilagen werden afgezet. De uitgestrekte polders worden vooral gebruikt voor graslanden en graangewassen.
Het landschap in het oostelijke deel van de gemeente Diksmuide daarentegen ziet er anders uit. Het land ligt er iets hoger, boven de 5-meterlijn, en het reliëf is er minder vlak. In tegenstelling tot de polders zijn hier minder grachten te vinden. Dit oostelijk deel van de gemeente wordt nog in twee verdeeld door de Handzamevaart. Het noordelijk deel, met Leke, Keiem, Beerst en Vladslo, dat tot 20 meter hoogt reikt, ligt in de Vlaamse Zandstreek. Het zuidelijke deel tot 35 meter in de Zandleemstreek. Hier vindt men het begin van de Midden-West-Vlaamse Heuvelrug, die in zuidoostelijke richting loopt. Door de hogere ligging overstroomden deze gebieden niet, zodat de bodem er ouder is. De bodem is er zanderig. Deze bodem was geschikt voor bebossing, maar die is doorheen de eeuwen verdwenen en het land werd in cultuur gebracht. Ook hier komen weiden voor, maar er is vooral sprake van akkerbouw.

### Kernen
Nadat in 1924 de oppervlakte van Diksmuide reeds verdubbelde door de aanhechting van een deel van Esen, werden bij een eerste fusie in 1965 de gemeenten Kaaskerke en Esen bij Diksmuide-centrum gevoegd. De bebouwing van Kaaskerke en Diksmuide vormt een aangesloten geheel, en ook op het grondgebied van Esen spreidt de kern van Diksmuide zelf zich uit. Bij een fusiegolf in 1971 gingen er enkele fusies door in de omliggende gemeenten, die toen echter nog onafhankelijk bleven. Keiem werd bij Beerst gevoegd; Lampernisse, Oostkerke en Stuivekenskerke werden deel van Pervijze en uit Oudekapelle, Nieuwkapelle en Sint-Jacobskapelle werd een nieuwe gemeente met de naam Driekapellen gevormd. Woumen moest de parochie Jonkershove afstaan aan Houthulst. In 1977 ten slotte werden zes tot dan toe onafhankelijke gemeenten opgeheven waarbij de deelgemeenten bij Diksmuide ondergebracht werden. Beerst, Driekapellen, Leke, Vladslo, Woumen en Pervijze werden (met hun deelgemeenten) zo deel van het uitgebreide Diksmuide.
| #  | Naam                      | Opp. (km²) | Inwoners (2020) | Inwoners per km² | NIS-code |
| -- | ------------------------- | ---------- | --------------- | ---------------- | -------- |
| 1  | Diksmuide (I)             | 5,83       | 6 119           | 1 050            | 32003A0  |
| 2  | Esen (II)                 | 14,02      | 1 654           | 118              | 32003A1  |
| 3  | Kaaskerke (III)           | 8,79       | 471             | 54               | 32003A2  |
| 4  | Beerst (IV)               | 11,79      | 1 551           | 132              | 32003B   |
| 5  | Keiem (VII)               | 12,96      | 1 331           | 103              | 32003C   |
| 6  | Leke (VI)                 | 10,88      | 1 188           | 109              | 32003D   |
| 7  | Vladslo (V)               | 17,57      | 1 199           | 68               | 32003E   |
| 8  | Woumen (XV)               | 13,84      | 1 302           | 94               | 32003F   |
| 9  | Nieuwkapelle (XIV)        | 7,95       | 439             | 55               | 32003G   |
| 10 | Oudekapelle (XII)         | 5,14       | 123             | 24               | 32003H   |
| 11 | Sint-Jacobskapelle (XIII) | 4,80       | 108             | 22               | 32003J   |
| 12 | Oostkerke (XI)            | 3,87       | 273             | 71               | 32003K   |
| 13 | Lampernisse (X)           | 13,74      | 150             | 11               | 32003L   |
| 14 | Pervijze (IX)             | 12,25      | 809             | 66               | 32003M   |
| 15 | Stuivekenskerke (VIII)    | 7,33       | 125             | 17               | 32003N   |

Diksmuide, deelgemeenten en buurgemeenten. De gele gebieden zijn bebouwde kernen.

De gemeente Diksmuide grenst door zijn landelijke uitgestrektheid aan een groot aantal dorpen:
| - a. Zande (gemeente Koekelare) - b. Koekelare (gemeente Koekelare) - c. Bovekerke (gemeente Koekelare) - d. Werken (gemeente Kortemark) - e. Zarren (gemeente Kortemark) - f. Klerken (gemeente Houthulst) - g. Jonkershove (gemeente Houthulst) - h. Merkem (gemeente Houthulst) - i. Reninge (stad Lo-Reninge) |

| - j. Lo (stad Lo-Reninge) - k. Alveringem (gemeente Alveringem) - l. Zoutenaaie (stad Veurne) - m. Eggewaartskapelle (stad Veurne) - n. Avekapelle (stad Veurne) - o. Veurne (stad Veurne) - p. Ramskapelle (stad Nieuwpoort) - q. Schore (gemeente Middelkerke) - r. Sint-Pieters-Kapelle (gemeente Middelkerke) |

## Bezienswaardigheden

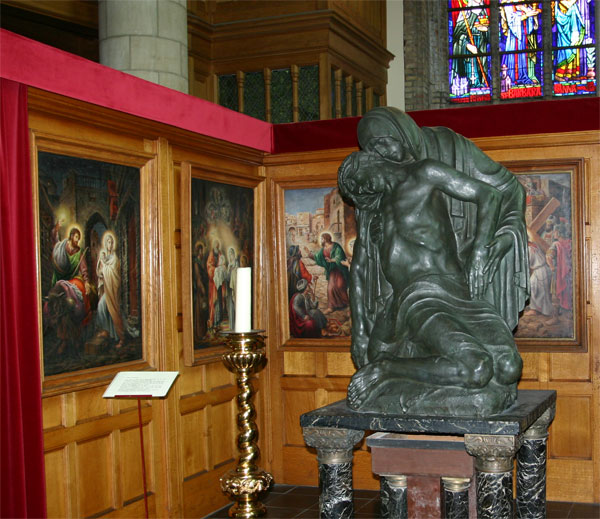
Sint-Niklaaskerk: piëta

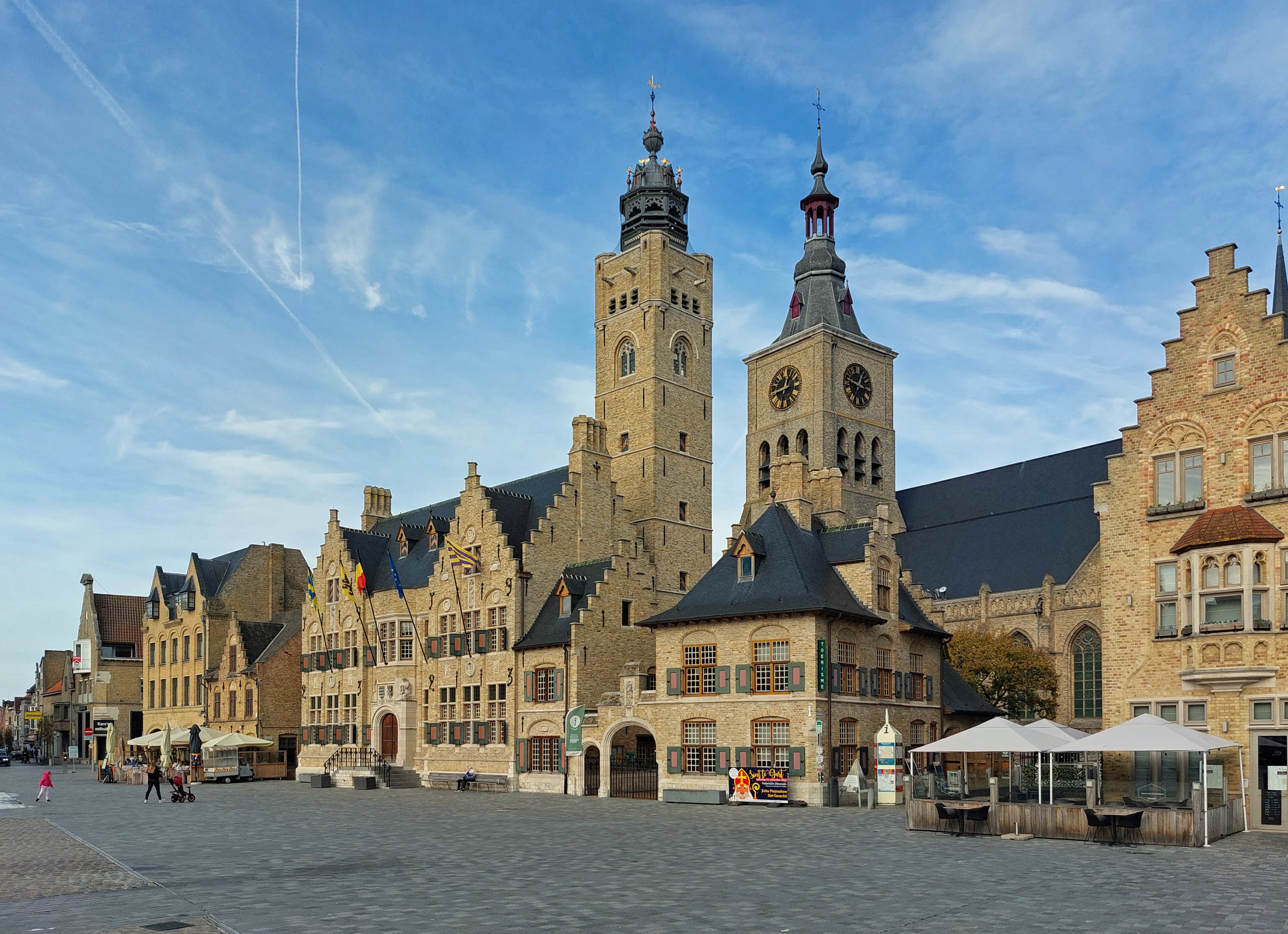
Stadhuis, Belfort en Sint-Niklaaskerk

### Diksmuide-stad
- Het stadhuis met belfort aan de Grote Markt: de eerste steen van het stadhuis werd gelegd in 1428. Tussen 1567 en 1572 werden grote verbouwingen uitgevoerd. Op een schilderij van Hacke uit 1716 ziet men ook een binnenkoer en een kapeltorentje. De bouw van het derde neogotische stadhuis vond plaats tussen 1875 en 1880 naar plannen van de Brugse architect Louis Delacenserie, maar tijdens de wederopbouw (1923) na de Eerste Wereldoorlog grepen de architecten terug naar de bouwkundige elementen ontleend aan de regionale Vlaamse renaissancestijl. De nieuwe belforttoren (links op de foto) herrees op de binnenplaats als typisch Vlaams en middeleeuws symbool van de stedelijke vrijheid.
- De Sint-Niklaaskerk, achter het stadhuis, is een gotische kerk. Ze werd verwoest in de Eerste Wereldoorlog maar nadien naar een plan van de 14e-eeuwse vroeggotische versie heropgebouwd. Ook aan de 18de-eeuwse torenspits werd de oorspronkelijke vorm teruggegeven. Tijdens de Tweede Wereldoorlog liep de kerk eveneens schade op.
- Het Begijnhof
- Het voormalig klooster van de Zwartzusters van Diksmuide
- Het Esenkasteel

### Natuurgebieden
Diksmuide biedt heel wat variatie op vlak van natuurgebieden. Zo is het natuurlijke milieu van moerassen of meersen in de IJzervallei aanwezig in het reservaat De Blankaart. In de Viconia kleiputten is er een grote variatie aan planten (kunstmatig ontstaan). Daarnaast zijn de bosgedeelten Bekelare en Praetbos nog een overblijfsel van het grote bosgebied in het Houtland. En ten slotte biedt het stadspark de stadsbewoners een groene locatie in de directe omgeving.

### Bouwkundig erfgoed
Als bouwkundig erfgoed heeft Diksmuide enkele kerken, de Viciniahoeve en landelijke dorpen. Het erfgoed dateert wel grotendeels uit de jaren 1920 vanwege de verwoesting tijdens de Eerste Wereldoorlog.

### Overige deelgemeenten
- De IJzertoren en de Dodengang zijn herinneringen aan het front tijdens de Eerste Wereldoorlog in Diksmuide. Beide bevinden zich in theorie wel op het grondgebied van de Diksmuidse deelgemeente Kaaskerke.
- De gemeente telt een aantal begraafplaatsen met gesneuvelden uit de Eerste Wereldoorlog. De Belgische militaire begraafplaats van Keiem telt meer dan 600 graven. Op de Duitse militaire begraafplaats in Vladslo rusten meer dan 25.000 Duitse soldaten. Op deze begraafplaats staan de beroemde beelden van Käthe Kollwitz: Het treurend ouderpaar.

## Demografie

### Demografische ontwikkeling voor de fusie
Bron:NIS - Opm:1831 t/m 1970=volkstellingen op 31 december; 1976= inwonertal per 31 december
- 1924: aanhechting van een gebiedsdeel van Esen (+300 inwoners)
- Fusie 1965: aanhechting van Esen en Kaaskerke (+2.423 inwoners)

### Demografische ontwikkeling van de fusiegemeente
Alle historische gegevens hebben betrekking op de huidige gemeente, inclusief deelgemeenten, zoals ontstaan na de fusie van 1 januari 1977.
- Bronnen:NIS, Opm:1831 tot en met 1981=volkstellingen; 1990 en later= inwonertal op 1 januari

| Inwoners van jaar tot jaar op 1 januari 1992 tot heden | Inwoners van jaar tot jaar op 1 januari 1992 tot heden | Inwoners van jaar tot jaar op 1 januari 1992 tot heden |
| jaar                                                   | Aantal                                                 | Evolutie: 1992=index 100                               |
| ------------------------------------------------------ | ------------------------------------------------------ | ------------------------------------------------------ |
| 1992                                                   | 15.273                                                 | 100,0                                                  |
| 1993                                                   | 15.366                                                 | 100,6                                                  |
| 1994                                                   | 15.385                                                 | 100,7                                                  |
| 1995                                                   | 15.319                                                 | 100,3                                                  |
| 1996                                                   | 15.245                                                 | 99,8                                                   |
| 1997                                                   | 15.353                                                 | 100,5                                                  |
| 1998                                                   | 15.394                                                 | 100,8                                                  |
| 1999                                                   | 15.494                                                 | 101,4                                                  |
| 2000                                                   | 15.443                                                 | 101,1                                                  |
| 2001                                                   | 15.465                                                 | 101,3                                                  |
| 2002                                                   | 15.480                                                 | 101,4                                                  |
| 2003                                                   | 15.494                                                 | 101,4                                                  |
| 2004                                                   | 15.558                                                 | 101,9                                                  |
| 2005                                                   | 15.636                                                 | 102,4                                                  |
| 2006                                                   | 15.733                                                 | 103,0                                                  |
| 2007                                                   | 15.764                                                 | 103,2                                                  |
| 2008                                                   | 16.004                                                 | 104,8                                                  |
| 2009                                                   | 16.147                                                 | 105,7                                                  |
| 2010                                                   | 16.275                                                 | 106,6                                                  |
| 2011                                                   | 16.365                                                 | 107,1                                                  |
| 2012                                                   | 16.432                                                 | 107,6                                                  |
| 2013                                                   | 16.520                                                 | 108,2                                                  |
| 2014                                                   | 16.542                                                 | 108,3                                                  |
| 2015                                                   | 16.515                                                 | 108,1                                                  |
| 2016                                                   | 16.551                                                 | 108,4                                                  |
| 2017                                                   | 16.719                                                 | 109,5                                                  |
| 2018                                                   | 16.739                                                 | 109,6                                                  |
| 2019                                                   | 16.743                                                 | 109,6                                                  |
| 2020                                                   | 16.843                                                 | 110,3                                                  |
| 2021                                                   | 16.815                                                 | 110,1                                                  |
| 2022                                                   | 16.926                                                 | 110,8                                                  |
| 2023                                                   | 17.174                                                 | 112,4                                                  |
| 2024                                                   | 17.228                                                 | 112,8                                                  |
| 2025                                                   | 17.337                                                 | 113,5                                                  |

## Cultuur

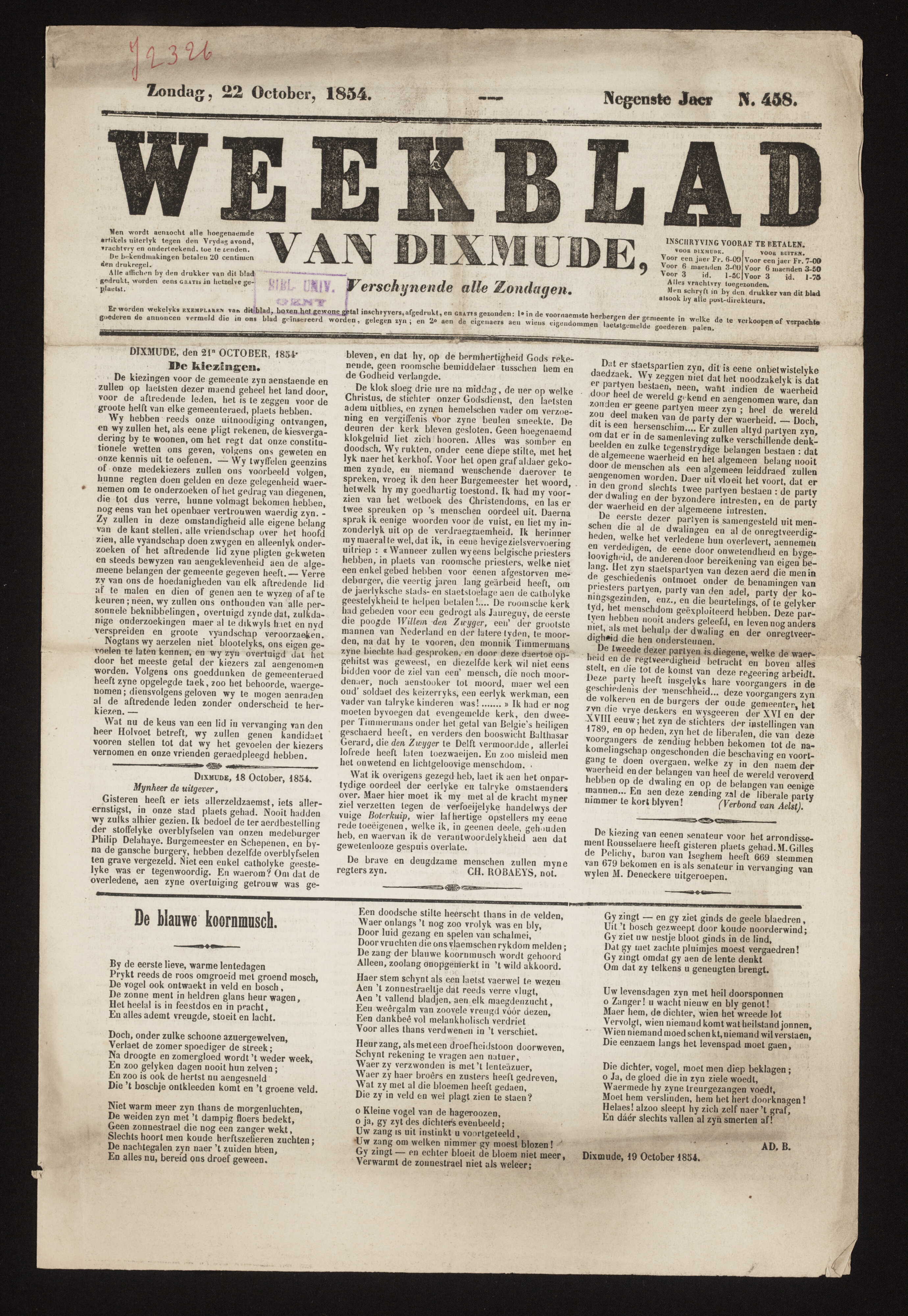
Fragment uit het weekblad van Diksmuide, uit het jaar 1854. Bewaard in de Universiteitsbibliotheek Gent.

- De stad kende eeuwenlang een bloeiende zuivelhandel. Een getuige hiervan is de bekende "Diksmuidse boter". Zo is het botermerk Dixmuda genoemd naar de stad.
- Op de Wereldtentoonstelling Gent in 1913 werd een idyllisch 'Oud Vlaanderen' dorp gebouwd. Rondom de Grote Markt stonden replica's van huizen uit onder andere Veurne, Sint-Niklaas en Ieper, maar ook uit Diksmuide.
- De geschiedenis van de pers in het arrondissement Diksmuide vangt aan in 1845 met het liberaal Weekblad van Dixmude. Vrij spoedig echter stichtte de geestelijkheid een katholieke tegenhanger ’t Boterkuipje (1846) dat na een 26-jarig bestaan door de Gazette van Dixmude werd opgevolgd. Later werd ook het Weekblad herdoopt tot De Dixmudenaar (oktober 1879). Deze beide bladen, de katholieke Gazette van Dixmude en de liberale Dixmudenaar bleven ononderbroken bestaan tot het uitbreken van de Eerste Wereldoorlog.

## Kerkelijk en decanaal bestuur

### Pastoor-dekens (sinds 1839)
- 1839-1841:  Philippus Vermeulen
- 1841-1850:  Franciscus Verheust
- 1850-1863:  Leopoldus Ghesquiere
- 1863-1892:  Joannes Delrue
- 1892-1895:  Edmond Houthave
- 1895-1916:  Theophile Moulaert
- 1920-1954:  Oscar Vanden Abeele
- 1954-1970:  Alfons Beel
- 1970-1996: Robert Claeys
- 1996-2006: Roland Hemeryck
- 2007-0000: Wilfried Jonckheere

## Politiek stadsbestuur

### Structuur
| Diksmuide        | Diksmuide        | Supranationaal         | Nationaal                         | Nationaal                         | Gemeenschap               | Gewest                    | Provincie                 | Arrondissement            | Provinciedistrict | Kanton          | Gemeente        |
| ---------------- | ---------------- | ---------------------- | --------------------------------- | --------------------------------- | ------------------------- | ------------------------- | ------------------------- | ------------------------- | ----------------- | --------------- | --------------- |
| Administratief   | Niveau           | Europese Unie          | België                            | België                            | Vlaanderen                | Vlaanderen                | West-Vlaanderen           | Diksmuide                 | Diksmuide         | Diksmuide       | Diksmuide       |
| Administratief   | Bestuur          | Europese Commissie     | Belgische regering                | Belgische regering                | Vlaamse regering          | Vlaamse regering          | Deputatie                 | Deputatie                 | Deputatie         | Deputatie       | Gemeentebestuur |
| Administratief   | Raad             | Europees Parlement     | Kamer van volksvertegenwoordigers | Kamer van volksvertegenwoordigers | Vlaams Parlement          | Vlaams Parlement          | Provincieraad             | Provincieraad             | Provincieraad     | Provincieraad   | Gemeenteraad    |
| Kiesomschrijving | Kiesomschrijving | Nederlands Kiescollege | Kieskring West-Vlaanderen         | Kieskring West-Vlaanderen         | Kieskring West-Vlaanderen | Kieskring West-Vlaanderen | Kieskring West-Vlaanderen | Oostende-Veurne-Diksmuide | Veurne-Diksmuide  | Diksmuide       | Diksmuide       |
| Verkiezing       | Verkiezing       | Europese               | Federale                          | Federale                          | Vlaamse                   | Vlaamse                   | Provincieraads-           | Provincieraads-           | Provincieraads-   | Provincieraads- | Gemeenteraads-  |

### Burgemeesters
- 1817-1823: Antoon Jacob Wyllie
- 1824-1835: Jean-Baptiste Van Hille (liberaal)
- 1836-1863: Pierre De Breyne (liberaal)
- 1864-1867: Leo Paret (liberaal)
- 1868-1869: Jan Ghyselen (liberaal)
- 1871-1893: Jozef Dautricourt-Woets (liberaal)
  - 1893-1895: Edmond Parret (dienstdoend)
- 1896-1915: Baziel Baert (katholiek)
  - 1919-1920: Gustaaf Vandenbussche (katholiek) (dienstdoend)
- 1921-1925: Theodore Vanhoutte (katholiek)
- 1925-1926: Arthur Baert (katholiek)
- 1927-1933 Alfons De Keyser (buiten de raad verkozen)
- 1933-1947: Julien Titeca (katholiek - CVP)
  - 1940-1942: Paul Ketele, oorlogsburgemeester
  - 1942-1944: Marcel Maeckelberghe, oorlogsburgemeester
  - 1944-1945: Paul Ketele, oorlogsburgemeester
- 1945-1947: Julien Titeca (CVP)
- 1947-1953: Emiel Missiaen (CVP)
- 1953-1973: Jules Van Coillie (CVP)
- 1973-2000: Hendrik Laridon (CVP)
- 2001-2004: Lieve Van Damme (VU - PRO)
  - 2004: Eric De Keyser (dienstdoend)
- 2004-2006: Geert Debaillie
- 2007-2024: Lies Laridon
- 2024-heden: Koen Coupillie

#### 1976-1982
Na de fusie van 1976 wordt Hendrik Laridon (CVP) opnieuw burgemeester. Zij leidt een coalitie bestaande uit CVP en VU. Samen vormen ze een meerderheid met 15 op 25 zetels. De gemeenteraad telde bij installatie 3 verkozen vrouwelijke leden. In april 1978 volgde Lieve Van Damme (VU) haar partijgenoot Jozef Hoste (VU) op als vierde schepen en werd zo de eerste vrouwelijke schepen van Diksmuide. Op 3 september 1979 sloot CVP echter een bestuursakkoord met Volksbelangen nadat VU het akkoord opschortte.

#### 2007-2012
Burgemeester is Lies Laridon (CD&V). Zij leidt een coalitie bestaande uit CD&V en sp.a-Open. Samen vormen ze een meerderheid met 16 op 25 zetels.

#### 2013-2018
Burgemeester is Lies Laridon (CD&V). Zij leidt een coalitie bestaande uit CD&V en sp.a-Open. Samen vormen ze een meerderheid met 14 op 25 zetels.

#### 2019-2024
Burgemeester is Lies Laridon (CD&V). Zij leidt een coalitie bestaande uit het christelijke CD&V en het liberale Idee Diksmuide. Samen vormen ze een nipte meerderheid met 13 op 25 zetels.

#### 2024-2030
Burgemeester is Koen Coupillie (Actie!). Hij leidt een coalitie bestaande uit Actie!, een samenwerkingsverband van zijn partij N-VA, het liberale Idee Diksmuide en het socialistische Vooruit, en het aan CD&V gelieerde Team 8600. Samen vormen ze een ruime meerderheid met 22 op 25 zetels.

### Resultaten gemeenteraadsverkiezingen sinds 1976
| Partij               | Partij                                                             | 10-10-1976 | 10-10-1976 | 10-10-1982 | 10-10-1982 | 9-10-1988 | 9-10-1988 | 9-10-1994 | 9-10-1994 | 8-10-2000 | 8-10-2000 | 8-10-2006 | 8-10-2006 | 14-10-2012 | 14-10-2012 | 14-10-2018 | 14-10-2018 | 13-10-2024 | 13-10-2024 |
| Stemmen / Zetels     | Stemmen / Zetels                                                   | %          | 25         | %          | 25         | %         | 25        | %         | 25        | %         | 25        | %         | 25        | %          | 25         | %          | 25         | %          | 25         |
| -------------------- | ------------------------------------------------------------------ | ---------- | ---------- | ---------- | ---------- | --------- | --------- | --------- | --------- | --------- | --------- | --------- | --------- | ---------- | ---------- | ---------- | ---------- | ---------- | ---------- |
|                      | CVP1/ CD&V2/ Team 86003                                            | 42,11      | 12         | 41,511     | 11         | 45,221    | 12        | 39,511    | 11        | 35,971    | 10        | 36,962    | 11        | 31,182     | 9          | 24,42      | 7          | 37,93      | 10         |
|                      | Centrum1/ D2000A/ VLD2/ Vrije Diksmuidse Liberalen3/ Project 86007 | 25,381     | 6          | 29,91      | 8          | 32,48A    | 6         | 20,122    | 5         | 4,383     | 0         | -         |           | -          |            | -          |            | 4,07       | 0          |
|                      | Diksmuids Liberaal Centrum4/ Idee 20065/ Idee Diksmuide6/ Actie!D  | 25,381     | 6          | 29,91      | 8          | 32,48A    | 6         | 20,122    | 5         | 12,274    | 3         | 20,665    | 5         | 17,125     | 4          | 22,86      | 6          | 42,3D      | 12         |
|                      | VU1/ VU-DD2/ D2000A/ Hela3/ ProC/ N-VA4/ Actie!D                   | 14,21      | 3(°)       | 11,092     | 2          | 32,48A    | 3         | 17,893    | 4         | 40,82C    | 12        | 11,533    | 2         | 26,094     | 7          | 23,14      | 6          | 42,3D      | 12         |
|                      | Volksbelangen1/ SP2/ InzetB / ProC/ sp.a-Open3/ Actie!D            | 18,311     | 4(°°)      | 17,52      | 4          | 18,842    | 3+1       | 19,84B    | 5         | 40,82C    | 12        | 20,213    | 5         | 19,843     | 5          | 16,03      | 4          | 42,3D      | 12         |
|                      | AGALEV1/ InzetB / ProC/ Groen2                                     | -          |            | -          |            | 3,461     | 0         | 19,84B    | 5         | 40,82C    | 12        | -         |           | -          |            | 6,82       | 1          | 2,82       | 0          |
|                      | Vlaams Blok1/ Vlaams Belang2                                       | -          |            | -          |            | -         |           | 2,381     | 0         | 5,981     | 0         | 10,642    | 2         | 5,772      | 0          | 7,02       | 1          | 13,02      | 3          |
| Anderen (*)          | Anderen (*)                                                        | -          |            | -          |            | -         |           | 0,16      | 0         | 0,58      | 0         | -         |           | -          |            | -          |            | -          |            |
| Totaal stemmen       | Totaal stemmen                                                     | 10960      | 10960      | 11057      | 11057      | 11340     | 11340     | 11169     | 11169     | 11445     | 11445     | 11890     | 11890     | 12435      | 12435      | 12393      | 12393      | 9352       | 9352       |
| Opkomst %            | Opkomst %                                                          |            |            |            |            | 97,01     | 97,01     | 95,29     | 95,29     | 95,71     | 95,71     | 96,43     | 96,43     | 95,03      | 95,03      | 94,8       | 94,8       | 70,1       | 70,1       |
| Blanco en ongeldig % | Blanco en ongeldig %                                               | 2,24       | 2,24       | 3,56       | 3,56       | 3,52      | 3,52      | 4,5       | 4,5       | 4,17      | 4,17      | 3,87      | 3,87      | 4,83       | 4,83       | 4,2        | 4,2        | 1,4        | 1,4        |

De zetels van de gevormde coalitie staan vetjes afgedrukt. De grootste partij is in kleur.
(*) 1994: Vlaams Nationale Partij (0,16%) / 2000: Nieuwe Politieke Cultuur (0,58%)

## Politiek OCMW bestuur
In 1925 komt een Wet op de Commissie voor Openbare Onderstand (COO). De COO's werden in elke gemeente opgericht en werden samengesteld uit burgers die voorgedragen en verkozen werden door de gemeenteraadsleden. Ze werden bijgestaan door een secretaris en een ontvanger. De raad van de COO kon zich laten bijstaan door een maatschappelijk werker, maar in het begin kwamen deze er nauwelijks aan te pas. Op 8 juli 1976 komt er een Wet op het Openbaar Centrum voor Maatschappelijk Welzijn (OCMW). De OCMW's werden in 1976 ingesteld, tezamen met de fusies van gemeenten. Door de wet van 8 juli 1976 werden de COO's vervangen door de OCMW's. Deze laatste hebben een breder doel dan alleen maar het verstrekken van financiële hulpverlening. Elk OCMW moet naast een secretaris en een ontvanger ook ten minste één maatschappelijk werker in dienst hebben.

### Voorzitters
- 1919-1925: Arthur Baert, voorzitter Bureel van Weldadigheid
- 1919-1925: Achille Nouwynck, voorzitter Burgerlijke Godshuizen
- 1926-1930: Theodore Vanhoutte, voorzitter Commissie van Openbare Onderstand
- 1930-1950: Arsene Glorie
- 1950-1970: Frans Delahaye
- 1970-1977: Gerard Bruynooghe, voorzitter OCMW
- 1978-1988: Daniël Verhaeghe
- 1988-1989: Palmer De Keyrel
- 1989-1990: Roger Stroobant
- 1990-1995: Marcel Decoster
- 1995-2001: Fernand Mycke
- 2001-2007: Josianne Winne
- 2007-2012: Robert Bailleul
- 2013-2018: Bart Laleman
- 2018-2020: Jan Van Acker
- 2020- ….: Katleen Winne

## Politieke mandatarissen

### Leden Nationaal Congres arrondissement Diksmuide
- 1830-1831: Pierre Morel-Danheel, katholiek lid van het Nationaal Congres (Diksmuide)
- 1830-1831: Victor Buylaert, katholiek lid van het Nationaal Congres (Pervijze)
- 1830-1831: Benedictus Verwilghen, plaatsvervangend lid van het Nationaal Congres (Diksmuide)

### Volksvertegenwoordigers

#### Kieskring Diksmuide (1831-1900)
- 1831-1845: Pierre Morel-Danheel, katholiek volksvertegenwoordiger (Diksmuide)
- 1845-1863: Pierre De Breyne, liberaal volksvertegenwoordiger (Diksmuide)
- 1863-1869: Charles de Coninck de Merckem, katholiek volksvertegenwoordiger (Merkem)
- 1869-1870: Gustave De Breyne, liberaal volksvertegenwoordiger (Diksmuide)
- 1870-1872: Théodore Rembry, katholiek volksvertegenwoordiger (Diksmuide)
- 1872-1900: Théophile de Lantsheere, katholiek minister en volksvertegenwoordiger (Brussel)

#### Kieskring Diksmuide-Veurne-Oostende (1900-2002)
- 1900-1910: Eugène De Groote, katholiek volksvertegenwoordiger (Diksmuide)
- 1910-1919: Jean Maes, katholiek volksvertegenwoordiger (Diksmuide)
- 1900-1920: Auguste Pil, katholiek volksvertegenwoordiger (Veurne)
- 1900-1908: Jules Vanderheyde, katholiek volksvertegenwoordiger (Oostende)
- 1908-1921: Auguste Hamman, katholiek volksvertegenwoordiger (Oostende)
- 1900-1929: Adolphe Buyl, liberaal volksvertegenwoordiger (Oostende)

### Senatoren

#### Kieskring Diksmuide-Veurne-Oostende (1831-1847)
- 1831-1839: Eugène Marie van Hoobrouck de Mooreghem, katholiek senator
- 1839-1847: Philippe De Ridder, katholiek senator
- 1846-1847: Joseph De Neckere, katholiek senator

#### Kieskring Diksmuide (1847-1884)
- 1847-1863: Charles Van Woumen, liberaal senator (Diksmuide)
- 1863-1874: Bernard Amé du Bus de Gisignies, katholiek senator
- 1874-1878: Leon van Ockerhout, katholiek senator
- 1878-1884: Charles de Coninck de Merckem, katholiek senator (Merkem)

#### Kieskring Diksmuide-Veurne (1884-1900)
- 1884-1896: Charles de Coninck de Merckem, katholiek senator (Merkem)
- 1897-1900: Raphaël de Spot, katholiek senator (Veurne)

#### Kieskring Diksmuide-Veurne-Oostende (1900-2002)
- 1900-1904: Raphaël de Spot, katholiek senator (Veurne)
- 1900-1911: Thierry de Limburg Stirum, katholiek senator (Rumbeke)
- 1904-1912: Aloïs Verbeke, liberaal senator
- 1911-1919: Jules Vanderheyde, katholiek senator

## Ereburgers van de stad Diksmuide
- 1925: Pierre Alexis Ronarc'h, (1865-1940), Frans admiraal en commandeur van de Franse Marine Fuseliers, die het Belgische leger bijstonden in de Slag om de IJzer (oktober 1914)
- 1925: Alphonse Jacques, (1858-1928), Belgisch generaal. Tijdens de Slag om de IJzer stond hij aan het hoofd van het 12de Linieregiment (oktober 1914)
- 1925: Jean-Baptiste Meiser, (1857-1940), Belgisch generaal en burgemeester van Schaarbeek. Hij voerde tijdens de Eerste Wereldoorlog het bevel over het 9e Linieregiment, het 11e linieregiment en het 12e Linieregiment (oktober 1914)
- 1969: Lein Schuman, (1904-1987), burgemeester van Lopik (Nederland). Ereburgerschap in het kader van de internationale jumelages met de stad Diksmuide
- 1989: Ernst Vollmer, (1930-2016), ere-Gemeindedirektor van de stad Finnentrop (Duitsland). Ereburgerschap in het kader van de internationale jumelages met de stad Diksmuide
- 1998: Hugo Vandamme, (1945) ingenieur en ondernemer. Hij was tot 2002 CEO van het technologiebedrijf Barco (Kortrijk)
- 2009: Anna Vuylsteke, (1915-2017), pionier en ambassadrice van het toerisme in Diksmuide
- 2020: Guy Smagghe, onderzoeker toegepaste biologische wetenschappen UGent
- 2021: Willy Maeckelbergh, oprichter Fiscale Hogeschool Brussel

## Bekende Diksmuidelingen
- Thomas Montanus, geneesheer
- Karel Van Poucke, beeldhouwer
- Louis de Potter en zijn familie de Potter, journalist
- Victor Buylaert, lid van het Nationaal Congres
- Benedictus Verwilghen, plaatsvervangend lid van het Nationaal Congres
- Pierre Morel-Danheel, politicus en lid van het Nationaal Congres
- Pieter Bortier, filantroop
- Elias Beeckman, Nederlands militair
- Antoon Jacob Wyllie, burgemeester, procureur en toneeldichter
- Pierre De Breyne, politicus en volksvertegenwoordiger
- Gustave De Breyne, politicus en volksvertegenwoordiger
- Théodore Rembry, politicus en volksvertegenwoordiger
- Maria Doolaeghe, dichteres
- Kolonel Alphonse Jacques, Baron Jacques de Dixmude
- Medard Edmond Duchatelez, politicus en senator
- Eugène De Groote, politicus en volksvertegenwoordiger
- Felix Morlion, dominicaan, diplomaat
- Prosper Peiren, politicus
- Michel Pollentier, wielrenner
- Karl Vannieuwkerke, sportverslaggever
- Klaas Lodewyck, wielrenner
- Wim Vansevenant, wielrenner
- Jordi Warlop, wielrenner
- Peter Farazijn, wielrenner
- Eugeen Laridon, hulpbisschop van Brugge

## Nabijgelegen kernen
Diksmuide-Stad wordt omringd door de volgende kernen: Kaaskerke, Beerst, Esen, Woumen